# Epikutis

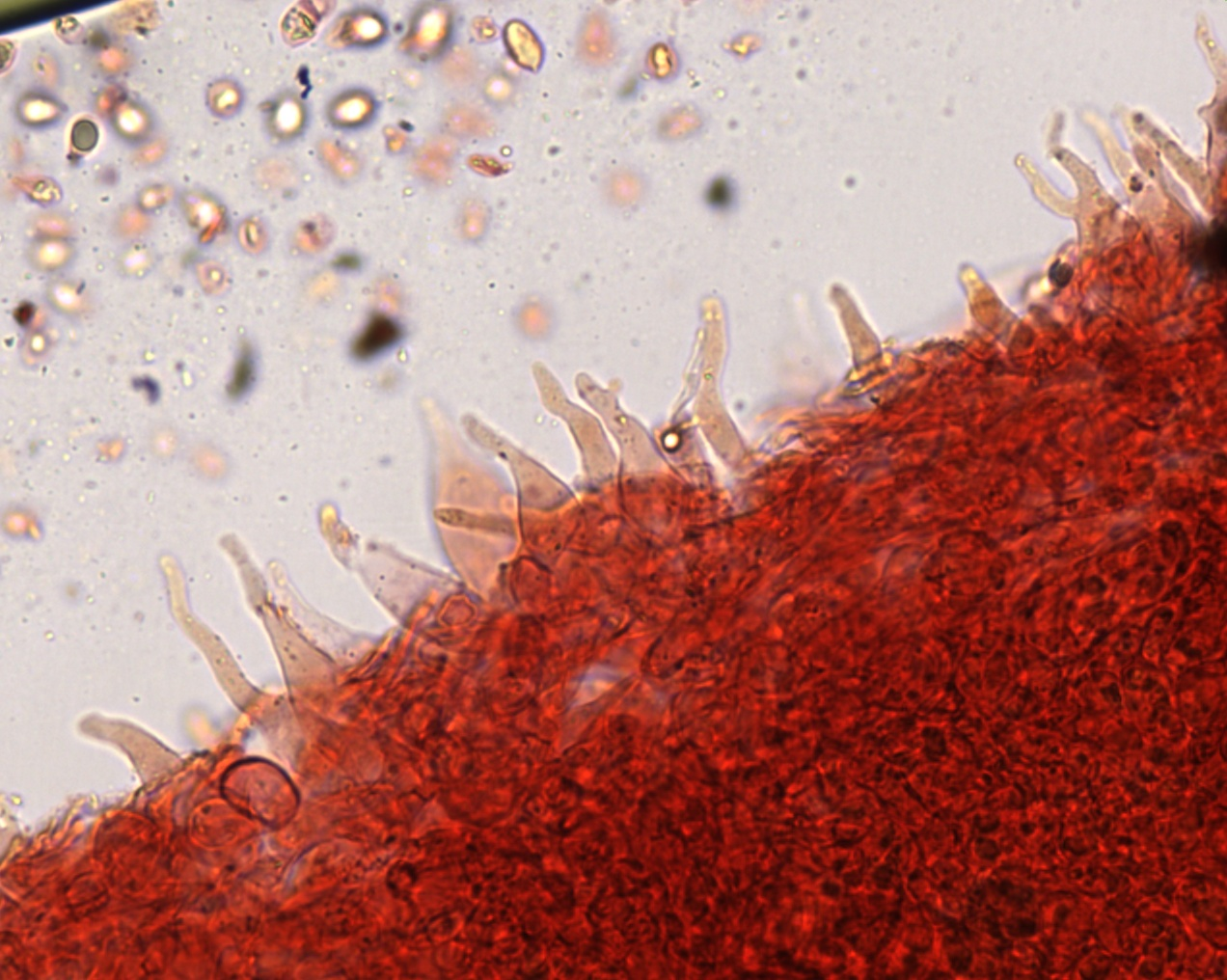
Epikutis z cystydami u Mycena bulliformis

Epikutis (łac. epicutis), czyli naskórek – górna warstwa strzępek w wielowarstwowej skórce kapelusza i trzonu grzybów. Różni się ona budową mikroskopową od warstwy dolnej (subkutis). Subkutis zbudowany jest ze strzępek ułożonych równolegle do siebie i do powierzchni kapelusza i trzonu, strzępki te ponadto są silnie ze sobą splątane. Ich szczytowe odcinki prostopadle odchylają się i tworzą epikutis o strukturze ziarnistej lub meszkowatej. U wielu gatunków w epikutisie i subkutisie występują cystydy o budowie różniącej się od pozostałych strzępek. W rodzaju Russula (gołąbek) w skórce występują dermatocystydy, włoski i strzępki prymordialne.
Epikutis i subkutis odróżniają się od miąższu także tym, że często bywają wybarwione i to one nadają barwę owocnikowi. Budowa epikutis ma znaczenie przy mikroskopowym oznaczaniu niektórych gatunków grzybów.